# Ernst Schlapper
Ernst Schlapper (* 13. Dezember 1888 in Essen; † 9. August 1976 in Baden-Baden) war von 1946 bis 1969 Oberbürgermeister (CDU) von Baden-Baden.

## Leben
Schlapper war unter anderem Privatsekretär des Stahlindustriellen August Thyssen. Wegen eines Devisenvergehens wurde er zu einer Gefängnisstrafe verurteilt. Nach seiner Entlassung 1937 zog er nach Baden-Baden, um sich zur Ruhe zu setzen. Am 22. September 1946 wurde er zum Oberbürgermeister der Stadt gewählt und widmete sich dem Aufbau der Stadt. Er hatte dieses Amt bis zum 30. Juni 1969 inne. Am selben Tag wurde er zum Ehrenbürger von Baden-Baden gewählt. 1947 bis 1952 war er Abgeordneter des Badischen Landtags. Nach dem Zweiten Weltkrieg gründete Schlapper den „Bund für loyale Restitution“, in dessen Monatsschrift „Die Restitution“ die Arisierungsgewinner gegen die von den Alliierten erlassenen Rückerstattungsgesetze Sturm liefen. Den ehemaligen Arisierern gelang es noch 1969, sich als Opfer der Wiedergutmachung im Rahmen des Reparationsschädengesetzes entschädigen zu lassen.

## Mutter-Courage-Vorfall

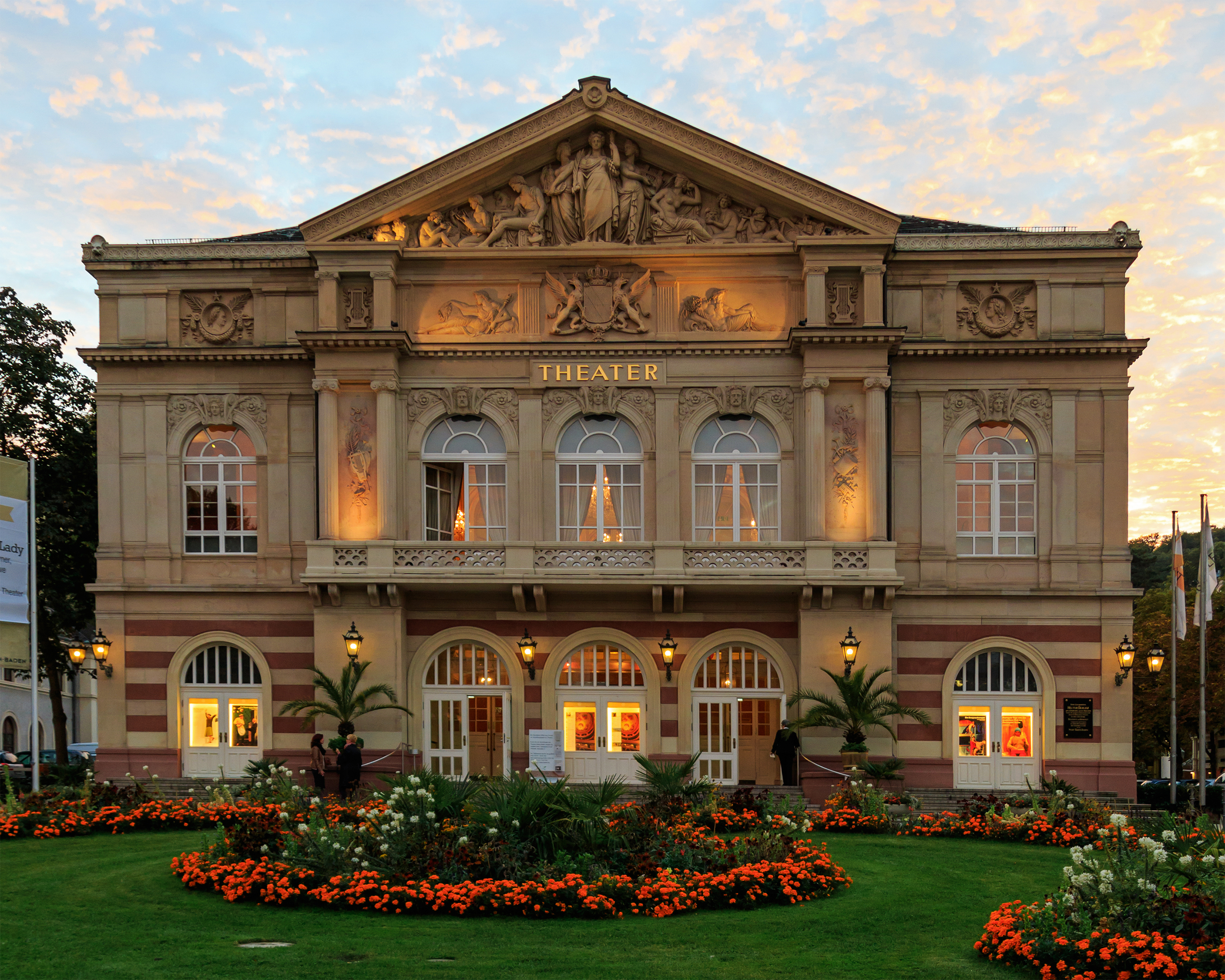
Theater Baden-Baden

Bundesweite Bekanntheit erlangte Schlapper als Oberbürgermeister mit seinem Verbot vom 10. Januar 1962 Brechts Mutter Courage im Theater Baden-Baden aufzuführen. Dem Theaterintendanten Hannes Tannert gegenüber begründete er seine Entscheidung damit, dass Brecht für das mondäne Publikum des Weltbades Baden-Baden nicht zumutbar sei.

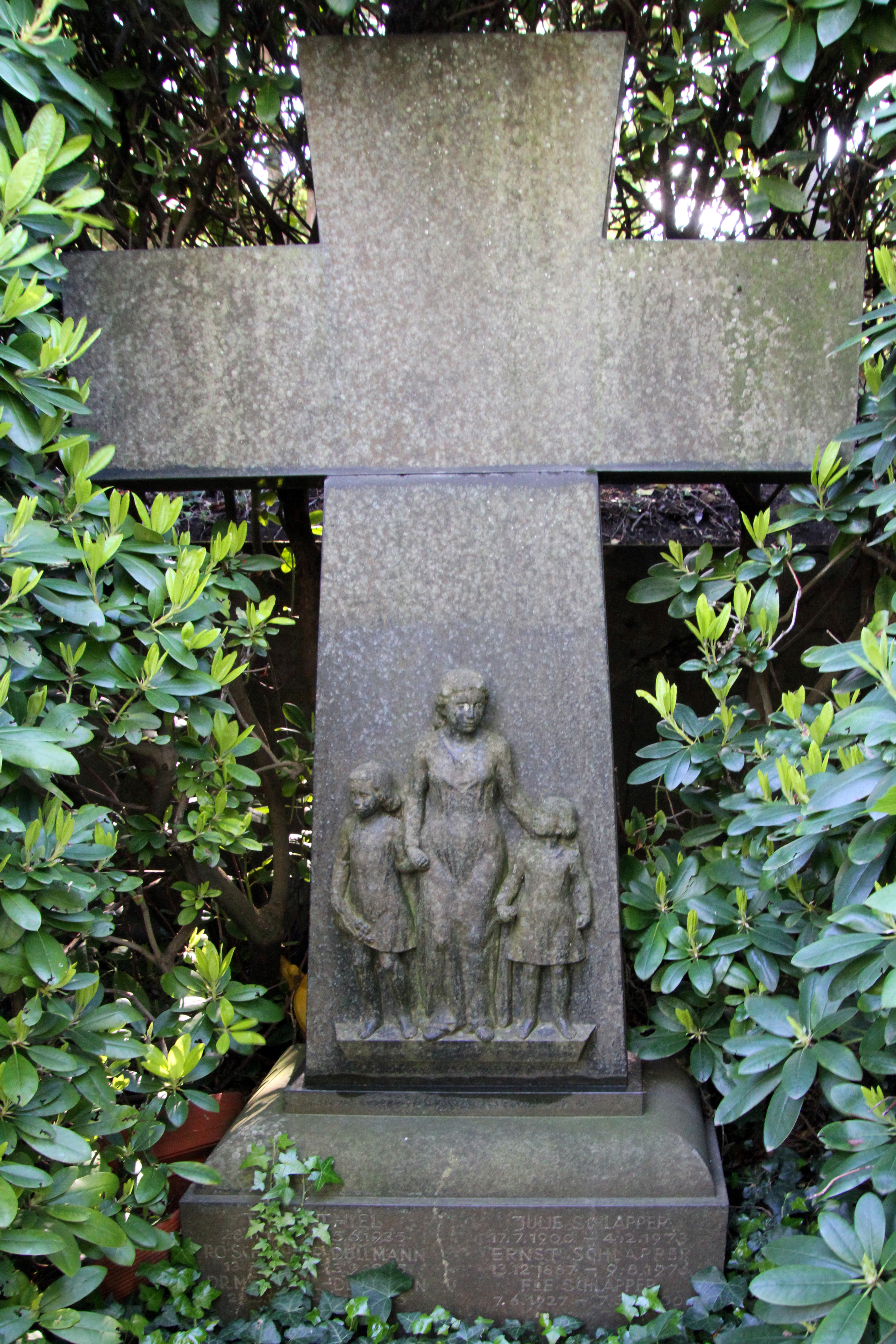
Grab auf dem Hauptfriedhof Baden-Baden

## Zitate
Bei seiner Verabschiedung 1969 sagte er: „Baden-Baden geht herrlichen Zeiten entgegen, wenn wir an Baden-Baden glauben.“

## Ehrungen
- 1955: Großes Bundesverdienstkreuz